# 컴퓨터 애니메이션 영화 목록
다음은 컴퓨터 애니메이션을 이용해 만들어진 영화 목록에 대해서 다룬다.

## 목록

### 1990년 ~ 1999년
- 라이온 킹
- 토이 스토리
- 벅스 라이프
- 개미
- 토이 스토리 2

### 2000년 ~ 2004년
- 꼬마 유령 캐스퍼 2000
- 몬스터 주식회사
- 슈렉
- 천재소년 지미 뉴트론
- 스페릭스
- 아이스 에이지
- 니모를 찾아서
- 인크레더블
- 슈렉 2
- 터켈 인 트러블
- 샤크
- 폴라 익스프레스
- 가필드
- 날으는 돼지 : 해적 마테오

### 2005년 ~ 2009년
- 치킨 리틀
- 마다가스카
- 로봇
- 발리언트
- 빨간모자의 진실
- 명탐정 빠세
- 부그와 엘리엇
- 에브리원 히어로
- 헷지
- 플러쉬
- 카
- 파이스토리
- 아이스 에이지2
- 와일드
- 몬스터 하우스
- 해피 피트
- 라따뚜이
- 신나는 동물동장
- 서핑 업
- 에곤과 돈치
- 로빈슨 가족
- 닌자거북이 TMNT
- 슈렉3
- 플라이 미 투 더 문
- 월E
- 니코
- 엘라의 모험 : 헤피엔딩의 위기
- 미운 오리새끼와 랫소의 모험
- 스타워즈 : 클론전쟁
- 블루 엘리펀트
- 볼트
- 꿀벌 대소동
- 놈과 트롤 비밀의 방
- 델고
- 호튼
- 골디락스와 세 마리 곰
- 돼지코 아기공룡 임피의 대모험
- 스페이스 침스 : 우주선을 찾아서
- 마다가스카2
- 부그와 엘리엇2
- 작은 영웅 데스페로
- 쿵푸팬더
- 업
- 엘빈과 슈퍼밴드2
- 가필드 : 마법의 샘물
- 잃어버린 마법의 섬 홋타라케
- 임피 원더랜드 가다
- 몬스터VS에이리언
- 플래닛 51
- 아이스에이지3
- 킬러빈 포에버
- 나인
- 아스트로 보이 : 아톰의 귀환
- 링스 어드벤쳐
- 하늘에서 음식이 내린다면

### 2010년 ~ 2014년

#### 2010년
- 토이스토리3
- 테라 : 인류 최후의 전쟁
- 요가 베어
- 슈렉 포에버
- 메가마인드
- 가디언의 전설
- 스페이스침스 : 자톡의 역습 3D
- 리시와 난폭한 황제
- 스페이스 독
- 슈퍼배드
- 새미의 어드벤쳐
- 부그와 엘리엇3
- 라푼젤
- 빌리와 용감한 녀석들
- 드래곤 길들이기
- 아더와 미니모이 : 제3탄 아더와 두 세계의 전쟁

#### 2011년
- 아더 크리스마스
- 알파앤 오메가
- 엄마 까투리
- 리오
- 쿵푸팬더2
- 너티 프로페서
- 가필드 펫포스 3d
- 화이트 고릴라
- 개구쟁이 스머프
- 이고르와 귀여운 몬스터 이바
- 파리의 몬스터
- 랭고
- 홍길동 2084
- 빨간모자의 진실2
- 카2
- 해피 피트2
- 노미오와 줄리엣
- 빨간모자의 진실
- 쥴리의 육지 대모험
- 앨빈과 슈퍼밴드
- 장화신은 고양이
- 버디버디

#### 2012년
- 점박이 : 한반도의 공룡
- 마다가스카3
- 미스터 빌리 : 하일랜드의 수호자
- 파이스토리 : 악당상어 소탕작전
- 샌드맨과 꿈나라 모험
- 토끼와 거북이 패밀리가 떴다
- 레전드 오브 래빗
- 주먹왕 랄프
- 잠베지아 : 신비한 나무섬의 비밀
- 허당 해적단
- 테드 : 황금도시 파이티티를 찾아서
- 토르 : 마법망치의 전설
- 장화신은 고양이 디 오리지널
- 코알라 키드 : 영웅의 탄생
- 파닥파닥
- 몬스터 호텔
- 로덴시아 마법왕국의 전설
- 새미의 어드벤쳐2
- 메리다와 마법의 숲
- 로렉스
- 스카이포스
- 악동 프레디 길들이기
- 가디언즈
- 더 자이언트
- 에코 플레닛
- 니코 : 산타비행단의 모험
- 글래디에이터 : 로마 영웅 탄생의 비밀
- 아이스에이지4

#### 2013년
- 토토의 움직이는 숲
- 빌리와 용감한 녀석들2

로날 더 바바리언
슈퍼윙스
프리버즈: 밍쿠와 찌아의 도시 대탈출 
꼬마영웅 경찰차 프로디
드래곤 헌터
쿵후팬더 : 영웅의 탄생
삼총사 : 용감한 친구들
에픽
개구쟁이 스머프2
터보
몬스터대학교
토니스토리
슈퍼배드2
눈의 여왕
슈퍼히어로
하늘에서 음식이 내린다면2
해양경찰 마르코
정글번치 : 빙산으로의 귀환
돌핀 : 꿈꾸는 다니엘의 용감한 모험 
유다의 사자 : 부활절 대모험
크루즈 패밀리

## 같이 보기
- 아카데미 장편 애니메이션상